# Хилюк Тихін Феофанович
Хилюк Тихін Феофанович (1883, с. Гурівці Бердичівського повіту Київської губернії — 29 серпня 1920, м. Нижнів, ЗУНР) — хорунжий Кінної сотні штабу 8-ї стрілецької бригади 3-ї Залізної дивізії Армії УНР.

## Походження
Народився у 1883 році в селі Гурівці Бердичівського повіту Київської губернії (тепер село Гурівці Козятинського району Вінницької області). Родина Хилюків була заможною. Батько мав власного вітряка та добротну хату у Галасаївому кутку Гурівців. У господарстві допомагали троє синів: Юстин, Омелько та Тихін. Коли в селі занепала стара дерев'яна церква (1735 року будівництва) Феофан Хилюк виступив з ініціативою зведення нової. Відтак Феофан став церковним старостою у відродженому храмі.

## Військова служба
Тихін закінчив вищу початкову школу. 5 березня 1920 р. вступив до Окремого відділу ім. Івана Сірка Армії УНР на посаду молодшого старшини кулеметної ватаги. З травня 1920 р. продовжив службу в Кінній сотні штабу 8-ї стрілецької бригади 3-ї Залізної дивізії Армії УНР.
Від травня 1920 року й аж до самої гибелі брав участь в усіх бойових діях 8-ї бригади 3-ї Залізної дивізії. Під час спроб 41-ї радянської дивізії форсувати Дністер проявив себе як хоробрий старшина. В одному з таких боїв, який мав місце 28 серпня 1920 року поблизу села Комарівка (тепер Тернопільська область), прикривав тили 9-ї бригади кулеметним вогнем. Попри шалений натиск червоних Тихін Хилюк не залишив своєї вогневої позиції. Він був заскочений ворогом з-за спини і заколотий багнетом.
Завдяки хоробрості хорунжого Тихона Хилюка, козака Андрія Марчака, козака Єрмолаєва, хорунжого Василя Кривли, хорунжого Костя Пашкевича, сотника Віроцького (Вироцького) 9-та бригада Армії УНР уникнула загибелі в районі села Шкільна Гута. Сам Хилюк отримав важке поранення. Козаки перенесли Тихона через річку. Зупинились у місті Нижнів (тепер село Тлумацького району Івано-Франківської області). Наступного дня, 29 серпня, хорунжий Хилюк помер. Поховали українського старшину з військовими почестями на міському цвинтарі.
Після Другої Світової війни його могила, в числі інших військових поховань, була знищена комуністами.
Мав дружину та четверо дітей. Подальша доля родини невідома.

## Вшанування
12 серпня 2012 року відбулось освячення пам'ятника на могилі хорунжого Армії УНР за ініцативи активістів благодійної ініціативи «Героїка». Гроші на виготовлення пам'ятника пожертвували доброчинці з центральних, східних та південних областей України. Звернення про допомогу до Івано-Франківської облдержадміністрації та до окремих депутатів обласної ради були ними проігноровані